# Chthonius siscoensis
Chthonius siscoensis är en spindeldjursart som beskrevs av Jacqueline Heurtault 1975. Chthonius siscoensis ingår i släktet Chthonius och familjen käkklokrypare. Inga underarter finns listade i Catalogue of Life.